# Rosa altidaghestanica
Rosa altidaghestanica — вид рослин з родини розових (Rosaceae); ендемік Дагестану.

## Поширення
Ендемік Дагестану.